# Stilbus coxalis
Stilbus coxalis là một loài bọ cánh cứng trong họ Phalacridae. Loài này được èvec miêu tả khoa học năm 1992.